# Asota avacta
Asota avacta är en fjärilsart som beskrevs av Swinhoe 1892. Asota avacta ingår i släktet Asota och familjen nattflyn. Inga underarter finns listade i Catalogue of Life.